# Antodice pinima
Antodice pinima är en skalbaggsart som beskrevs av Martins och Maria Helena M. Galileo 1998. Antodice pinima ingår i släktet Antodice och familjen långhorningar.
Artens utbredningsområde är Paraguay. Inga underarter finns listade i Catalogue of Life.